# Lilieci (okręg Jałomica)
Lilieci – wieś w Rumunii, w okręgu Jałomica, w gminie Sinești. W 2011 roku liczyła 728 mieszkańców.